# Jean Antoine Treil
Jean Antoine Treil est un vicaire général de Saint-Pons-de-Thomières, membre de la famille de Treil de Pardailhan, surnommé "l'abbé de Pardailhan". 

## Biographie
Fils cadet de Joseph Treil (1681 - 1779) et de Marie Azaïs (1687 - 1764), Jean-Antoine Treil (plus tard Jean-Antoine de Treil de Pardailhan) nait en 1714 à Olargues. Brillant, il étudie la théologie au collège de Sorbonne (dont il sera plus tard docteur) avant de devenir chanoine du chapitre cathédral de Saint-Pons-de-Thomières, le 24 octobre 1734, à seulement 20 ans. 
En 1754, il est nommé archidiacre de Saint-Pons, mais entre en conflit avec l'évêque de la ville, Paul-Alexandre Guenet, qui ne le confirme pas en son poste.  Etant tout de même devenu archidiacre par décision du chapitre de Saint-Pons, il fait don de son siège de chanoine à son neveu Jean-Pierre-Joseph Delecouls, fils de sa sœur Agathe et de Jean-Pierre Delecouls, le 4 avril 1757. Néanmoins, les dissensions entre l'archidiacre et l'évêque dureront jusqu'à la mort de celui-ci, le 3 septembre 1769. Son remplaçant, Louis-Henri de Bruyère de Chalabre, se montre plus conciliant et le confirme en ses fonctions. Il le fait même vicaire général, et lui confie la direction du diocèse de Saint-Pons, alors que lui-même vit loin de cette ville, dans son château de Saint-Chinian.
En 1789, Jean-Antoine de Treil de Pardailhan est élu représentant du chapitre de Saint-Pons, lors de la réunion ecclésiastique à la sénéchaussée de Béziers, qui prépare les États généraux. Conservateur, il se dresse avec le haut-clergé à l'encontre de différentes mesures jugées défavorables, tels que la sous-représentation des grands propriétaires ecclésiastiques, et quitte même la réunion lorsque l'acceptation d'une assemblée avec le Tiers-État est votée. Il n'est d'ailleurs pas le seul à s'en aller, car au rang de ceux-ci, on trouve aussi l'évêque d'Agde, Charles-François de Rouvroy de Saint Simon, l'évêque de Béziers, Aymar Claude de Nicolaï, et celui de Saint-Pons, Louis-Henri de Bruyère de Chalabre.
Lors de la Révolution française, Louis-Henri de Bruyère de Chalabre fuit en Angleterre, alors que Jean-Antoine de Treil de Pardailhan reste à Saint-Pons. Néanmoins, lorsque Dominique Pouderous est nommé évêque constitutionnel de l'Hérault et fait appliquer la Constitution civile du Clergé, il se fait prêtre réfractaire, ce qui lui vaut d'être assigné à résidence en alternance avec des séjours en cellule.
En 1801, après le Concordat, l'évêché de Saint-Pons est supprimé, mais Jean-Antoine de Treil de Pardailhan retrouve une nouvelle fonction en tant que vicaire général de Saint-Pons pour l'évêque de Montpellier, Jean-Louis-Simon Rollet. Il a pour mission de réorganiser l'Église dans la région, tâche bien difficile face à l'accueil positif de la Constitution civile du clergé par la population.
Jean-Antoine de Treil de Pardailhan meurt finalement le 19 août 1805 en son fief de Saint-Pons-de-Thomières, à l'âge honorable de 91 ans. Il avait premièrement nommé comme héritier François-Thomas de Treil de Pardailhan (fils aîné de son frère le baron François de Treil de Pardailhan), mais celui-ci étant acquis aux idées de la Révolution, il dédie finalement son héritage au fils cadet de son frère, Alexandre de Treil de Pardailhan,.